# Комплексная отрасль права
Комплексная отрасль права – особая область в системе права, которая адсорбирует как отдельные фрагменты уже существующих отраслей права, так и имманентные этой отрасли нормы, которые синхронно присутствуют в других отраслях права и образуют качественно новое правовое пространство или модернизируемый правовой континуум . Следствием взаимодействия разнородных норм права является комплексное правовое регулирование.
На каждом новом этапе развития общества могут быть выделены новые комплексные отрасли права: для дореволюционного периода — страховое право; для советского периода — морское, банковское, хозяйственное, природоохранительное. В настоящее время перечень комплексных отраслей права увеличился. Комплексирование других отраслей права расширяет зону влияния и возможности комплексных отраслей права как регулятора общественных отношений. Этот момент свидетельствует об увеличении социальной ценности комплексных отраслей права как наиболее эффективного регулятора общественных отношений в современных условиях.
Объективно комплексные отрасли занимают в настоящее время ключевое место в регламентации многих общественных отношений. Для современного периода характерно выделение таких комплексных отраслей как информационное право, экологическое право, таможенное право, муниципальное право  и др.
В работах юристов «комплексность» исследуется в рамках как частного, так и публичного права (Е.М. Макеева и др.). Вместе с тем в отдельных случаях «комплексность» выступает как целостное самостоятельное явление, позиционирующееся от деления права на частное и публичное. Считается, что комплексные отрасли права связаны с «социальным правом» – третьим базовым основанием деления права, наряду с частным и публичным правом и которая охватывает все комплексные правовые образования (Е.В. Сидорова).
По своему генезису комплексная отрасль права имеет разнородный характер. Вместе с тем для признания в системе права отрасли права необходимо, что бы она обладала единым предметом правового регулирования. В.Н. Протасов полагает, что единство предмета комплексной отрасли права обусловлено социальной целостностью (системой), которая ориентирована на решение определенных обществом и государством задач.